# Травник (птица)
Тра́вник, или красноно́жка (лат. Tringa totanus) — вид птиц из семейства бекасовых (Scolopacidae).

## Описание
Взрослый травник достигает величины до 30 см и немного меньше своего близкого родича большого улита (Tringa nebularia). Его размах крыльев составляет до 65 см, а весит он до 170 г. Оранжевый клюв у этой стройной бекасовой птички средней величины и на кончике чёрный. Красно-оранжевыми являются и длинные лапки, что дало травнику второе название «красноножка». На нижней стороне тела преобладает бело-коричневый узор, верхняя сторона коричневая с чёрными и серыми пестринами. На лету хороша видна широкая белая полоса по краю крыла. Самки и самцы окрашены одинаково. Продолжительность жизни травника достигает 17 лет. Началу размножения весной предшествуют токовые полеты, во время которых самец издает очень мелодичный свист. В остальное время его можно узнать по приятной песне «тю-ли, тю-ли, те-лиее».

## Распространение

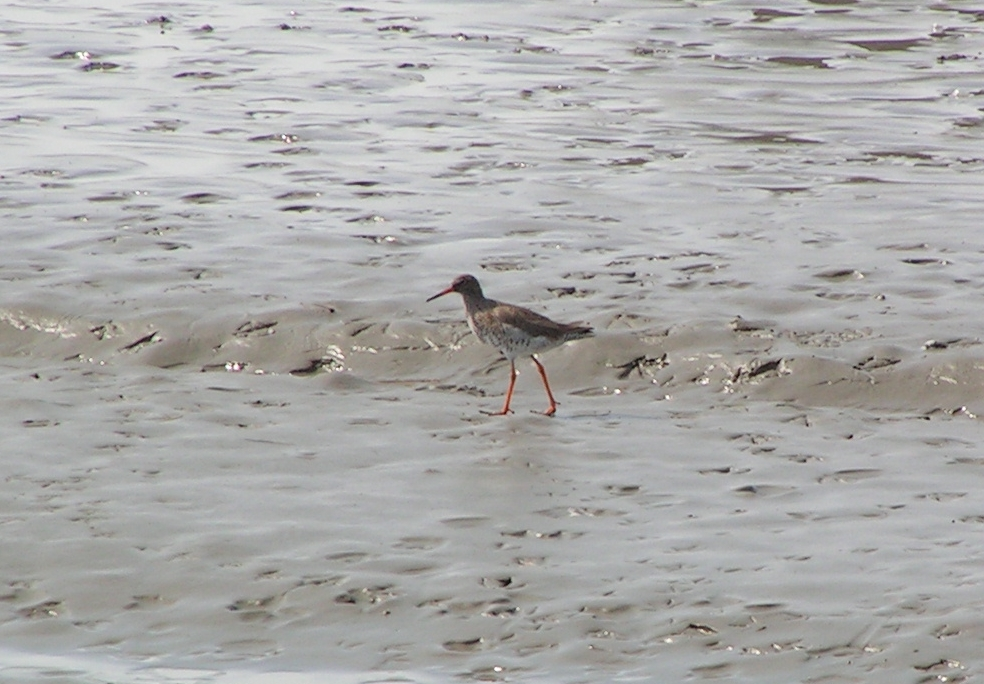
Травник в поисках пищи

Травник встречается по всей Европе и обитает у побережий морей и у берегов мелких водоёмов, в том числе на болотах и заливных лугах. Зимой травники часто мигрируют в более тёплые южные или прибрежные регионы.

## Питание
В пищу травника входят насекомые, черви, улитки, ракообразные, малые двустворчатые и другие моллюски. Своим длинным клювом он прочёсывает мелководье в поисках добычи.

## Размножение
В возрасте двух лет травники достигают половой зрелости и гнездятся с апреля по июль в одном и том же месте. Гнездо является углублением в земле и хорошо спрятано в густой растительности. Самка откладывает от трёх до пяти яиц, которые насиживаются обоими родителями на протяжении четырёх недель. Птенцы быстро покидают гнездо и начинают летать уже через три недели. 

## Фотогалерея

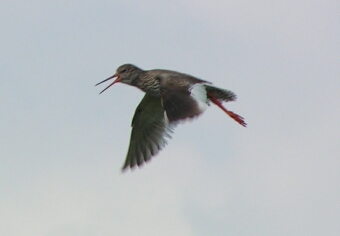
Травник в полёте
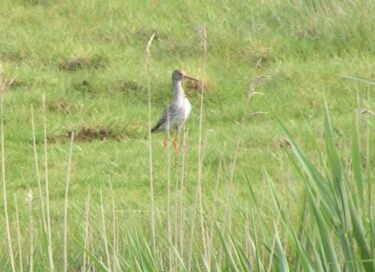
Травник на лужайке
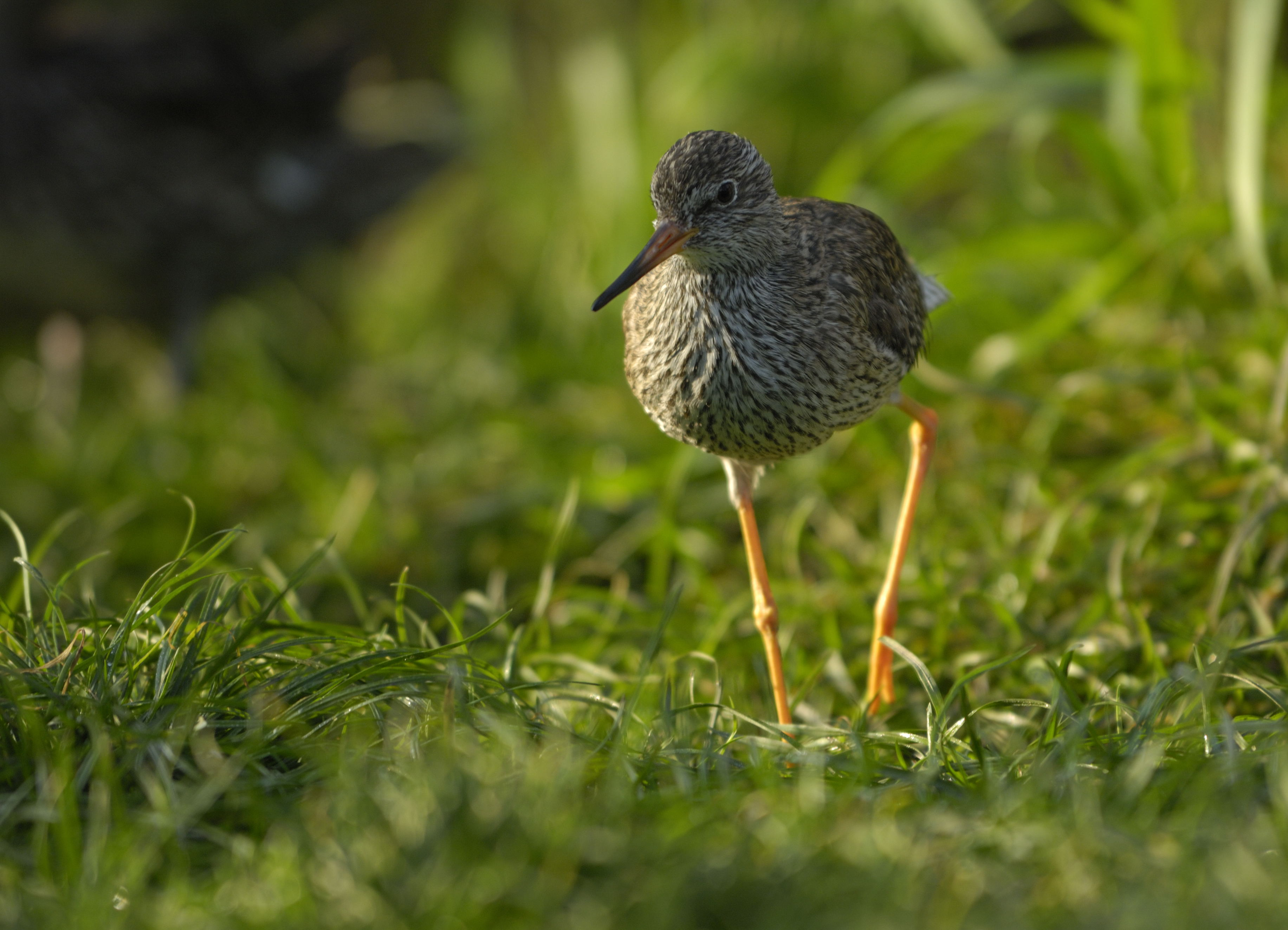
Вид спереди
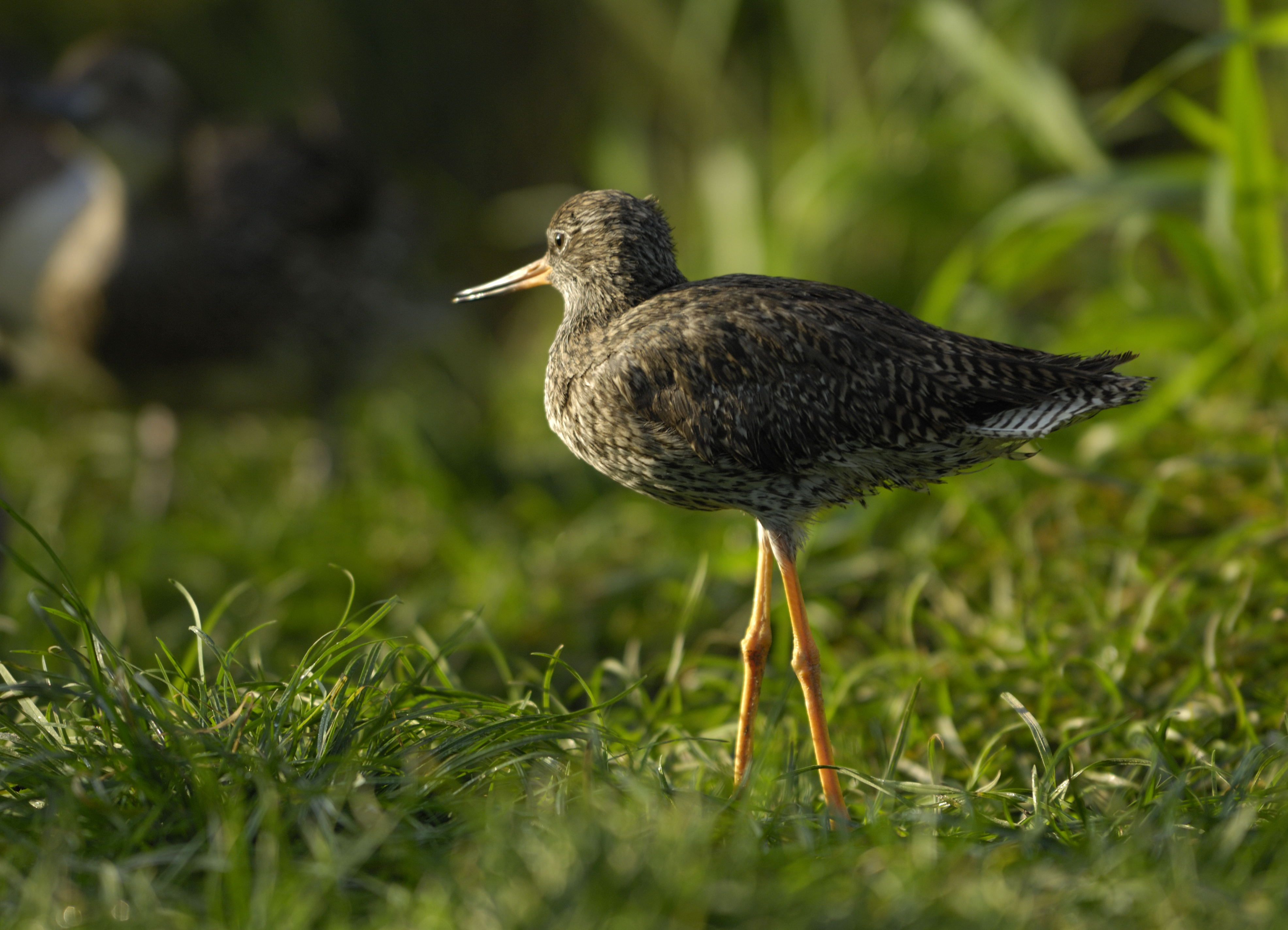
Вид сбоку
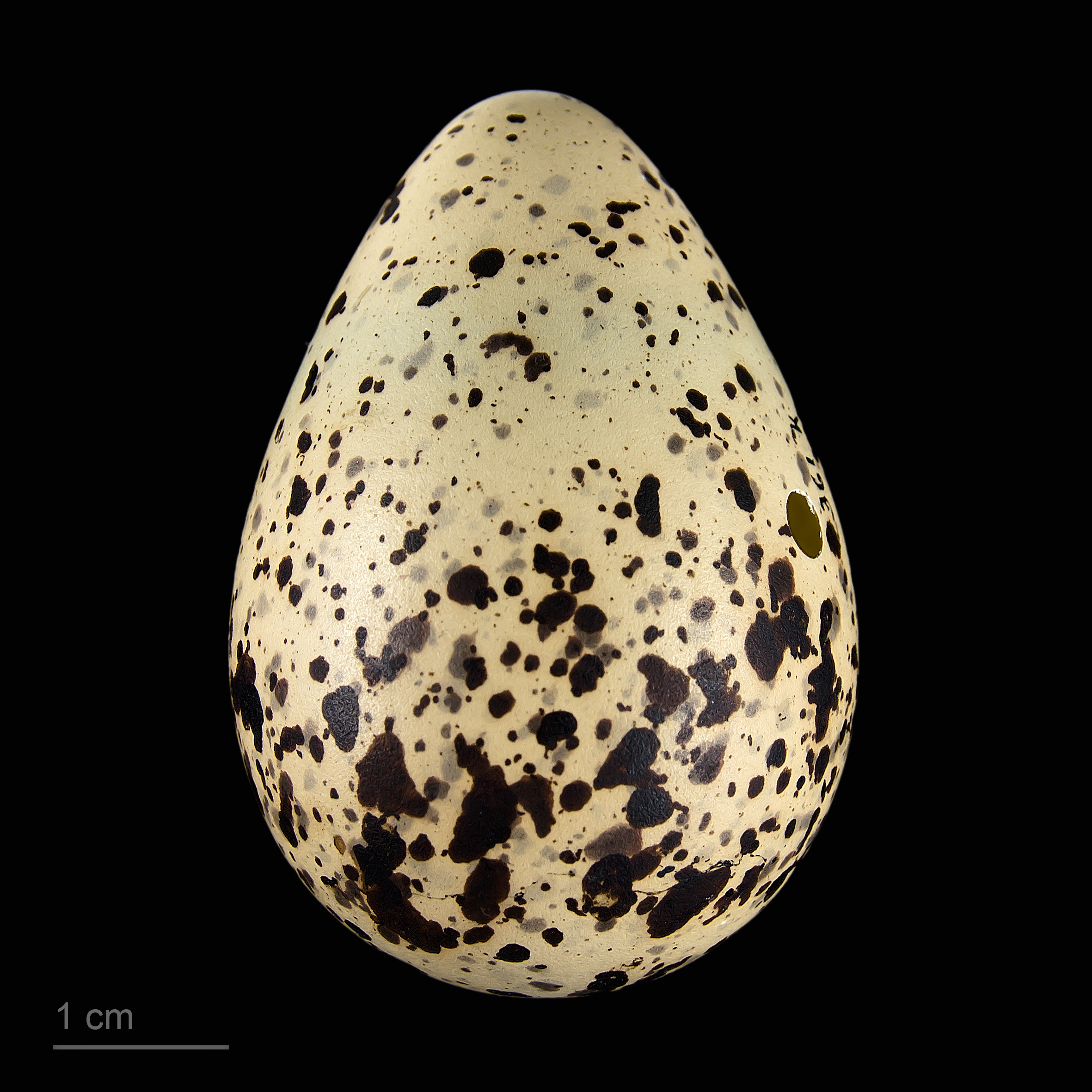
яйцо Tringa totanus totanus -  Тулузский музеум